# Hojang taret
Hojang Taret est une pièce classique en langue Meitei basée sur la tragédie grecque antique d’Euripide Les Phéniciennes. Il est réalisé par Oasis Sougaijam et produit par le Théâtre Umbilical d'Imphāl, Kangleipak,,. Il dépeint les ambiguïtés morales des conflits entre frères aboutissant à la ruine de l'ancienne ville de Thèbes,,.

## Parcelle
Avant que la mère Jocaste ne se suicide, elle a tenté de ramener la concorde entre ses deux fils, Étéocle et Polynice. Les deux frères s'affrontent pour accéder au trône. Ses fils n'écoutent aucune de ses paroles. Tous ses efforts pour éviter la perte tragique des vies précieuses de ses enfants bien-aimés sont vains. Ainsi, les deux princes ont fini par s’entre-tuer. Le chagrin de la reine Jocaste ne connaît pas de limites. Finalement, elle se suicide. Immédiatement après, la ville de Thèbes assiste à sa destruction,,.

## Aperçu
Alors que la pièce Hojang Taret était jouée lors de la 13e édition des Mahindra Excellence Theatre Awards (META), Oasis Sougaijam, le directeur de Hojang Taret,, a noté : 

« L'objectif est de mélanger le mouvement physique, l'imagerie visuelle et la musique dans un récit visuel.... Hojang Taret est une tragédie grecque classique, écrite par Euripide, d'actualité encore aujourd'hui. La longue lutte pour notre indépendance et la division de notre pays m’a marqué. Ces similitudes avec les conséquences de la guerre, pertinentes même après 2 500 ans, m’ont incité à choisir cette pièce pour un public plus large. L'objectif de ma direction est de mélanger le mouvement physique, l'imagerie visuelle et la musique dans un récit visuel avec des éléments multimédias. »

— Oasis Sougaijam, Director, Hojang Taret
Outre le META, la pièce a été présentée au 19e Bharat Rang Mahotsav organisé par le ministère de la Culture (Inde), à la suite d'un processus de sélection et d'un processus de projection pour l'événement.
Le 8 mars 2018, la pièce a également été jouée lors des 8e Jeux olympiques du théâtre 2018, à Bhanja Kala Mandap, BJB Nagar, Bhubaneswar, Odisha.